# European League of Football
European League of Football (ELF) to profesjonalna liga futbolu amerykańskiego. Liga składa się z 18 drużyn zlokalizowanych w Europie, z planami rozszerzenia do co najmniej 20 drużyn w przyszłych latach. Nowa liga została oficjalnie utworzona w listopadzie 2020 r., a wystartowała 19 czerwca 2021 r.

## Drużyny 2025
| - Berlin Thunder - Hamburg Sea Devils - Rhein Fire - Nordic Storm - Frankfurt Galaxy - Cologne Centurions - Paris Musketeers - Stuttgart Surge - Madrid Bravos - Munich Ravens - Tirol Raiders - Helvetic Guards - Panthers Wrocław - Vienna Vikings - Prague Lions - Fehérvár Enthroners |

W offseason 2024/25 do ELF dołączyła Duńsko - Szwedzka Drużyna Nordic Storm.

## Championship Game
| Rok  | Miejscowość   | Zwycięzca        | Finalista          | Wynik | Widzów |
| ---- | ------------- | ---------------- | ------------------ | ----- | ------ |
| 2021 | Düsseldorf    | Frankfurt Galaxy | Hamburg Sea Devils | 32-30 | 22.000 |
| 2022 | Klagenfurt    | Vienna Vikings   | Hamburg Sea Devils | 27-15 | 14.566 |
| 2023 | Duisburg      | Rhein Fire       | Stuttgart Surge    | 53-34 | 31.500 |
| 2024 | Gelsenkirchen | Rhein Fire       | Vienna Vikings     | 51-20 | 41.364 |